# Serafino Murri
Serafino Murri (Roma, 5 aprile 1966) è un saggista, docente e regista italiano.

## Biografia
Laureato in estetica all'Università la Sapienza di Roma nel 1990, nel 1996 è tra i fondatori con il direttore Giovanni Spagnoletti della rivista trimestrale "Close-Up", di cui è stato capo-redattore fino al 1999, e con Luigi Sardiello della rivista Filmmaker's Magazine, di cui è stato caporedattore dal 1998 al 2000, e ha collaborato con le riviste MicroMega, Bianco e Nero, 8 e 1/2, e in campo letterario, con Nuovi Argomenti.
Come critico cinematografico si è occupato principalmente di Pier Paolo Pasolini (Pier Paolo Pasolini, 1994, Il Castoro, Salò o le 120 giornate di Sodoma, 2001, Lindau), ma anche di Krzysztof Kieślowski (Krzysztof Kieslowski, 1996, Il Castoro) e Martin Scorsese (Martin Scorsese, 2000, Il Castoro), Orson Welles (del quale ha tradotto in italiano il libro di interviste "It's All True. Interviste sull'arte del cinema" per Minimum Fax nel 2005).
Tra gli autori dell'Enciclopedia del Cinema (2004) e delle voci letterarie del Lessico del XXI secolo (2013) per l'Istituto dell'Enciclopedia Italiana Treccani, è stato nel comitato di selezione della Mostra Internazionale d'Arte Cinematografica di Venezia nel 2002 (anno in cui è stato il curatore della sezione "Nuovi Territori") e nel 2003, dal 2008 al 2009 ha diretto la sezione Factual del Roma Fiction Fest. Dal 2005 al 2013 è stato critico cinematografico del mensile La Repubblica XL.
In campo televisivo dal 1999 al 2006 ha realizzato lavori di critica cinematografica come regista, autore e conduttore di trasmissioni per RaiSat Cinema, e dal 2012 al 2016 è stato autore per Rai Movie.
Dialoghista-adattatore per il doppiaggio cinematografico e televisivo dai primi anni '90 , dopo esperienze come sceneggiatore con Volfango De Biasi e Mario Monicelli, esordisce alla regia cinematografica nel 2004 con il film Movimenti, co-scritto e co-diretto con Claudio Fausti. Dopo il cortometraggio The Changing of the Guard e il documentario The Music Hall of Rome (co-diretto da Andrés Arce Maldonado), nel 2009 ha scritto e diretto l'episodio Angelo Azzurro Reloaded del film a episodi Feisbum - Il film, e nel 2014 il documentario prodotto da Cinecittà Luce (co-diretto da Alexandra Rosati) Scandalo in sala. La sfida tra Potere e Cinema in Italia.
Dal 2006 al 2011 è stato docente presso la Libera Università di Lingue e Comunicazione IULM di Milano. Dal 1999 insegna all'Istituto europeo di design di Roma. È docente presso la Scuola d'Arte Cinematografica "Gian Maria Volonté", e dal 2018 presso l'università L'Università degli Studi Internazionali (UNINT) di Roma. 
Dal 2007 al 2011 è stato membro della Commissione Cinema della SIAE, dal 2006 al 2009 Consigliere di Amministrazione di Filmitalia S.p.a., società del gruppo pubblico Cinecittà Holding. Nel 2005 è stato tra i fondatori di RING (Forum Registi Indipendenti), e nel 2008 dell'Associazione dell'autorialità cinetelevisiva "100autori".
Nell'ultimo decennio si è occupato in particolar modo di estetica dei new media e di arti digitali, un percorso sintetizzato nel concetto di "soggettività digitale" nel libro Sign(s) of the Times. Pensiero visuale ed estetiche della soggettività digitale (Meltemi, Milano, 2020).
Nel 2021 pubblica con Leonardo Clausi per manifestolibri Pandemia capitale. Postapocalittici e disintegrati, un'analisi della fenomenologia del Covid-19 come metafora della catastrofe ambientale ed economica del presente. 

## Opere

### Saggistica
- Pier Paolo Pasolini, Milano, Editrice Il Castoro, 1994
- Krzysztof Kieslowski, Milano, Editrice Il Castoro, 1996
- Martin Scorsese, Milano, Editrice Il Castoro, novembre 2000
- Pier Paolo Pasolini: Salò o le 120 giornate di Sodoma, Torino, Lindau, Universale Cinema, 2001 - (Nuova edizione ampliata Lindau, Torino, Il grande Cinema, 2022)
- Sign(s) of the Times. Pensiero visuale ed estetiche della soggettività digitale Milano, Meltemi, 2020
- Pandemia capitale. Postapocalittici e disintegrati (con L. Clausi), Roma, manifestolibri, 2021

### Narrativa
- Invisibile a me stesso (poema), Nuovi Argomenti, NS, n.20. ottobre-dicembre 2002), Milano, Mondadori
- Navarro Waltz, in AA. VV., La qualità dell'aria. Storie di questo tempo (a cura di Nicola Lagioia e Christian Raimo), Roma, Minimum fax, 2004
- Attori (racconto), Nuovi Argomenti NS, n. 31, ottobre-dicembre 2005. Milano, Mondadori

## Filmografia

### Regia
- Movimenti (2004)
- The Changing of the Guard (2005, cortometraggio)
- The Music Hall of Rome (2007, documentario, co-regia con Andrés Arce Maldonado)
- Feisbum - Il film (2009, episodio Angelo Azzurro Reloaded)
- Scandalo in sala. La sfida tra Potere e Cinema in Italia (2014, documentario, co-regia con Alexandra Rosati)

## Televisione
- Nascita di un film (serie di documentari, RaiSat Cinema, 2000)
- Cronache marziane (striscia quotidiana, RaiSat Cinema, 2001)